# État d'urgence climatique
 (octobre 2023).
Le contenu est difficilement compréhensible vu les erreurs de traduction, qui sont peut-être dues à l'utilisation d'un logiciel de traduction automatique.

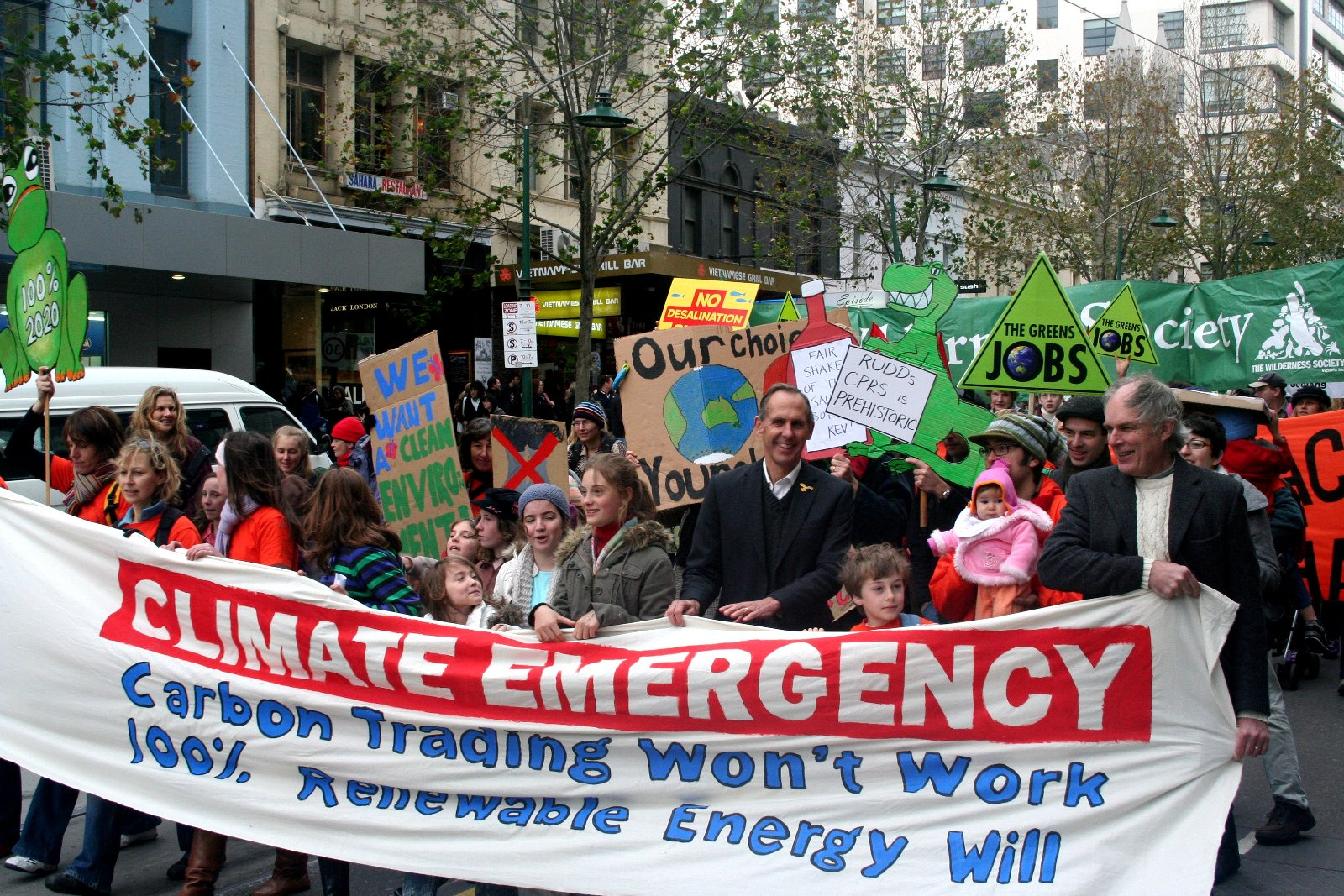
Banderole déclarant l'état d'urgence climatique

L'état d'urgence climatique désigne le réchauffement planétaire comme un problème majeur appelant une mobilisation immédiate. Divers établissements, universités, villes et États ont déclaré l'état d'urgence climatique pour signifier leur reconnaissance de la situation et la nécessité de lutter contre le changement climatique,,.
La déclaration de l'état d'urgence climatique est une annonce conçue comme un préalable à des mesures et actions écologiques plus concrètes. Elle vise également à sensibiliser les populations et invite à des pratiques individuelles responsables. Elle est demandée par diverses associations et collectifs de protection ou de défense de l'environnement tels que Citoyens pour le climat, Extinction Rebellion, Écologistes en action, Fridays for Future, Youth for Climate, Société espagnole d'ornithologie (SEO/Birdlife), WWF, l'Union syndicale ouvrière ou Greenpeace.

## Histoire

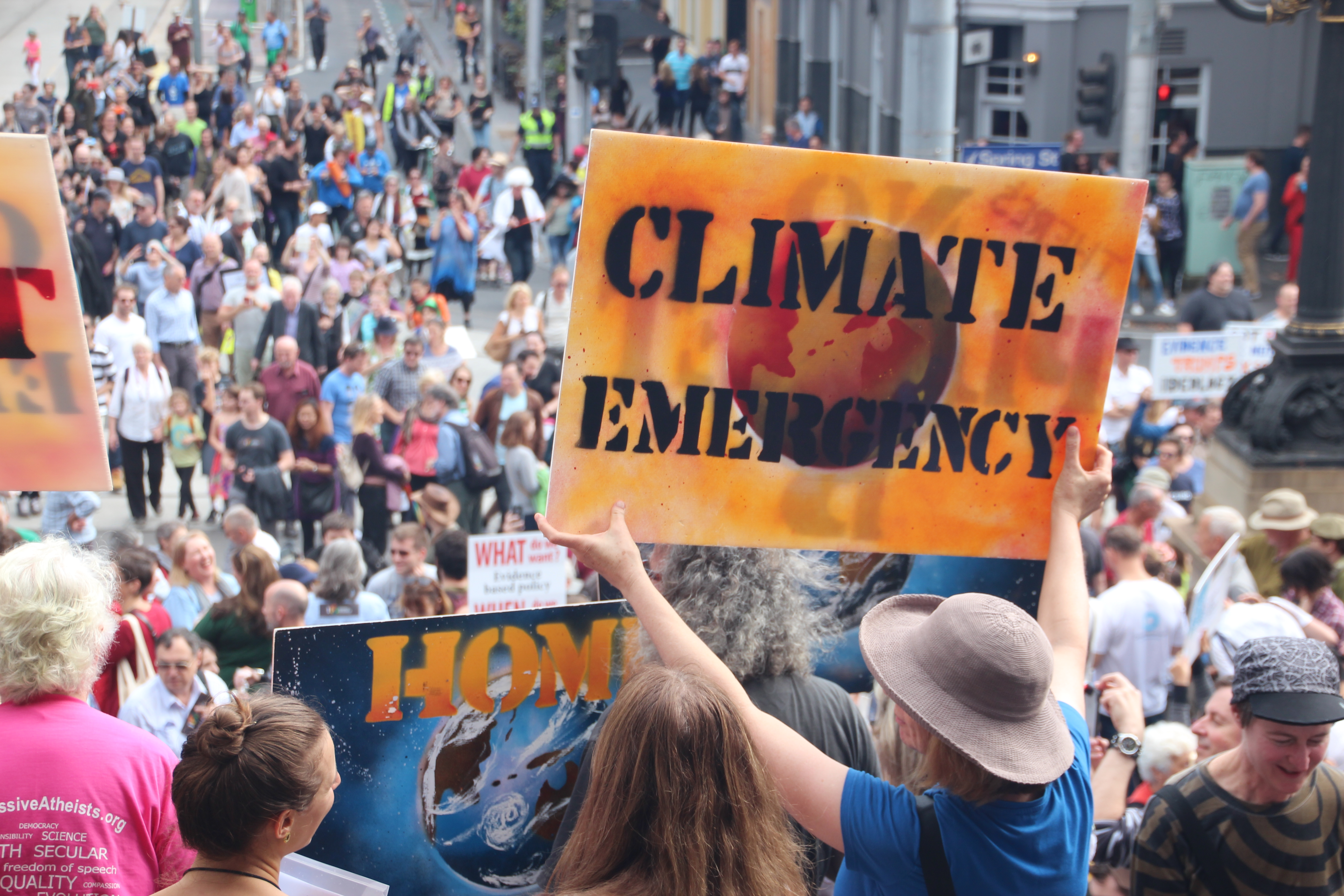
Affiche « Climate emergency » brandie par une manifestante à Melbourne

La notion d'« urgence climatique » trouve en grande partie son origine dans le contenu du rapport Meadows publié en 1972, qui soutient que la croissance économique mondiale, encore plus rapide que la croissance démographique, la première se concentrant dans les pays développés, la seconde dans les pays les plus pauvres va déboucher au début du XXIe siècle sur des impasses écologiques et de développement. en 2024, Iris Viloux (Université Paris-Panthéon-Assas) a étudié 150 articles parus en France de la fin des années 1990 à 2008 (première occurrence en 1997) et comportant l'expression « urgence climatique » pour repérer les premiers énonciateurs du terme, et ses transformations de sens ou d'appropriations avec le temps ou selon les contextes. Les mots ne sont pas anodins, leur choix résulte d’un processus visant à obtenir des réponses et actions de la part des pouvoirs publics. « parler d’urgence climatique c'est postuler l’urgence à agir ».
L'expression est d'abord associée au traitement médiatique d'évènements météorologiques extrêmes, d'origine anthropiques. Ainsi, en juillet 2003, en pleine canicule historique, Libération parle des pertes subies par les éleveurs et cite « l'urgence climatique prise en compte par le ministre de l'Agriculture », notamment traduite par la nomination d'un « monsieur Sécheresse » (Pierre Portet, ingénieur général de l'agriculture).
Puis l'expression prend progressivement une connotation plus large, d'une cause nationale et associée à un évènement particulier, elle devient planétaire et générale, toujours associée à une demande de réponse des gouvernances (y compris d'entreprises), et d'une réponse coordonnée de tous et chacun face à un dérèglement climatique qui accélère en faisant peser des risques croissant sur le monde humain et non humain. Elle est utilisée par exemple par le parti Génération Écologie, par Dominique Voynet et les Verts, et par Greenpeace en 2005 (qui critique le choix gouvernement du tout nucléaire, qui est de long terme, alors qu'il y a situation de danger imminent appelant une réaction immédiate). L'expression est aussi utilisée par Al Gore, WWF, le Réseau Action Climat et France Nature Environnement en 2006. Roger-Gérard Schwartzenberg, ministre de la Recherche de Chirac l'avait aussi utilisé en 2001 à l'occasion du lancement d'un satellite.
En juin 2007, plusieurs ONG (Agir pour l’Environnement, France Nature Environnement, Réseau Action Climat et le WWF) lancent une campagne conjointe baptisée « Urgence climatique chauffe qui peut ! », appelant notamment à mieux réglementer les émissions de gaz à effet de serre des véhicules. Al Gore, Nicolas Hulot (alors animateur d'Ushuaïa Nature) parlent aussi d'urgence planétaire et d'urgence écologique.
En 2016 (le 5 décembre), la ville de Darebin (Melbourne, Australie), déclare l'urgence climatique. En 2017 (le 21 août), elle vote un catalogue d'actions dans le cadre d'un « plan d'urgence climat de Darebin »,.
En 2019 (1er mai) le Parlement britannique déclare l'urgence climatique, après que, selon la BBC, « des dizaines » de villes du Royaume-Uni l'ont déjà fait et alors que c'était l'une des demandes adressées au gouvernement par Extinction Rebellion. Lors de la marche du climat du 20 septembre, le Royaume-Uni a été l'un des pays qui a connu le plus de manifestants dans la rue.
Le 10 juillet, des réseaux représentant plus de 7 000 établissements ~d'enseignement supérieur et post-scolaire de six continents annoncent qu'ils déclaer une situation d'urgence liée au climat. Ils décident d'entreprendre un plan en trois points pour faire face à la crise grâce à leur travail avec les étudiants.
Le Parlement européen adopte (jeudi 28 novembre 2019), une résolution déclarant l’urgence climatique et environnementale en Europe et dans le monde. Elle « demande instamment à la nouvelle Commission de s’attaquer aux incohérences des politiques actuelles » et appelle à « une refonte en profondeur » des politiques d’investissement dans les domaines de l’agriculture, du commerce, des transports, de l’énergie et des infrastructures.
Certaines déclarations ont été critiquées en raison du fait qu'elles ne contenaient aucune mesures spécifiques ou forte en faveur de la protection du climat.

## États et collectivités ayant déclaré l'urgence climatique

Pays dans lesquels une urgence climatique a été déclarée, soit pour l'ensemble du pays, soit pour certaines subdivisions.

### Pays
- l'Irlande (le 9 mai 2019)[2]
- le Canada (le 17 juin 2019)[15],[16]
- l'Espagne (le 17 septembre 2019)[17],[18]
- la France (le 8 novembre 2019), où la politique énergétique répond « à l'urgence écologique et climatique »[19]
- l'Union européenne (le 28 novembre 2019)[20]
- la Nouvelle-Zélande (le 2 décembre 2020)[21]

### Collectivités
En France, les villes de Strasbourg, Mulhouse, Paris, Lyon, Bordeaux, Aix-les-Bains (le 14 octobre 2019), Faches-Thumesnil (le 18 septembre 2020),,,,,.
En Espagne, la communauté autonome de Catalogne, les villes de Madrid et de Barcelone,.
En Italie, le conseil régional de Toscane, la ville d'Acri (le 29 avril 2019), la ville de Milan (le 20 mai 2019), la ville métropolitaine de Naples, la ville de Lucques et la ville de Padoue,,.
En Allemagne, soixante villes dont Constance (le 2 mai 2019), Kiel (le 16 mai 2019), Heidelberg (le 17 mai 2019), Münster (le 22 mai 2019), Erlangen, Bochum , Bonn, Karlsruhe, Cologne, Düsseldorf et Potsdam,,,,,.
En Suisse, trois cantons : le canton de Fribourg, le canton de Vaud, et le canton de Bâle-Ville, ainsi que les villes de Liestal , Berne, Thoune, Lucerne, Genève, Lausanne et Vevey,,.
Aux États-Unis, dix huit villes, y compris New York.
Au Québec, plusieurs villes, notamment Salaberry-de-Valleyfield.

### Universités
- l'université polytechnique de Catalogne[46]
- l'université de Barcelone[47]
- l'université de Bristol[48]
- l'Université de Newcastle[49]
- l'université Complutense de Madrid[50]

### Organisations
- ONG Humanium[51]

## Personnalités soutenant la déclaration
- Greta Thunberg ;
- Le pape François[52] ;
- Le secrétaire général des Nations unies António Guterres : « J'appelle aujourd'hui les responsables du monde à déclarer l'état d'urgence climatique dans leur pays jusqu'à ce que la neutralité carbone soit atteinte »[53].

## Personnalités ne soutenant pas la déclaration
- Guus Berkhout, président de l’organisation climato-dénialiste Clintel, affirme dans une lettre ouverte adressée au président du Forum économique social de Davos, Børge Brende, que « la crise climatique n’existe pas »[51].

## Critiques
Déclarer une urgence climatique peut donner l'idée d'un besoin de politiques autoritaires et anti-démocratiques. Pourtant, la démocratie est indispensable pour assurer le succès à long terme des politiques climatiques.